# Яніки
Яні́ки (словац. Janíky, угор. Jányok) — село, громада в окрузі Дунайська Стреда, Трнавський край, західна Словаччина. Кадастрова площа громади — 11,34 км². Населення — 913 осіб (за оцінкою на 31 грудня 2017 р.).
Знаходиться за ~25 км на захід від адмінцентру округу міста Дунайська Стреда.

## Історія
Громаду утворено 1940 року об'єднанням сіл Dolné Janíky (Alsójányok), Horné Janíky (Felsőjányok) та Bústelek.
Перша згадка 1287 року як Januk.
1938—1945 рр. під окупацією Угорщини.

## Географія
Громада розташована на Дунайській низовині, у північній частині Житнего острова на лівому березі Малого Дунаю. Висота 125±1 м над рівнем моря. Протікає Малиново-Благова.

## Транспорт
Автошлях (Cesty II. triedy) II/510

## Населення
| Рік:            | 1994. | 2004.   | 2014.    | 2024.   |
| --------------- | ----- | ------- | -------- | ------- |
| Кількість осіб: | 805   | 775     | 892      | 957     |
| Різниця:        |       | -3,72 % | +15,09 % | +7,28 % |

| Рік:            | 2023. | 2024.   |
| --------------- | ----- | ------- |
| Кількість осіб: | 946   | 957     |
| Різниця:        |       | +1,16 % |

За переписом населення 2011 року, в селі мешкає 650 осіб угорської національності.

## Пам'ятки
Вікісховище має мультимедійні дані за темою: Культурна спадщина в Яніках

## Галерея

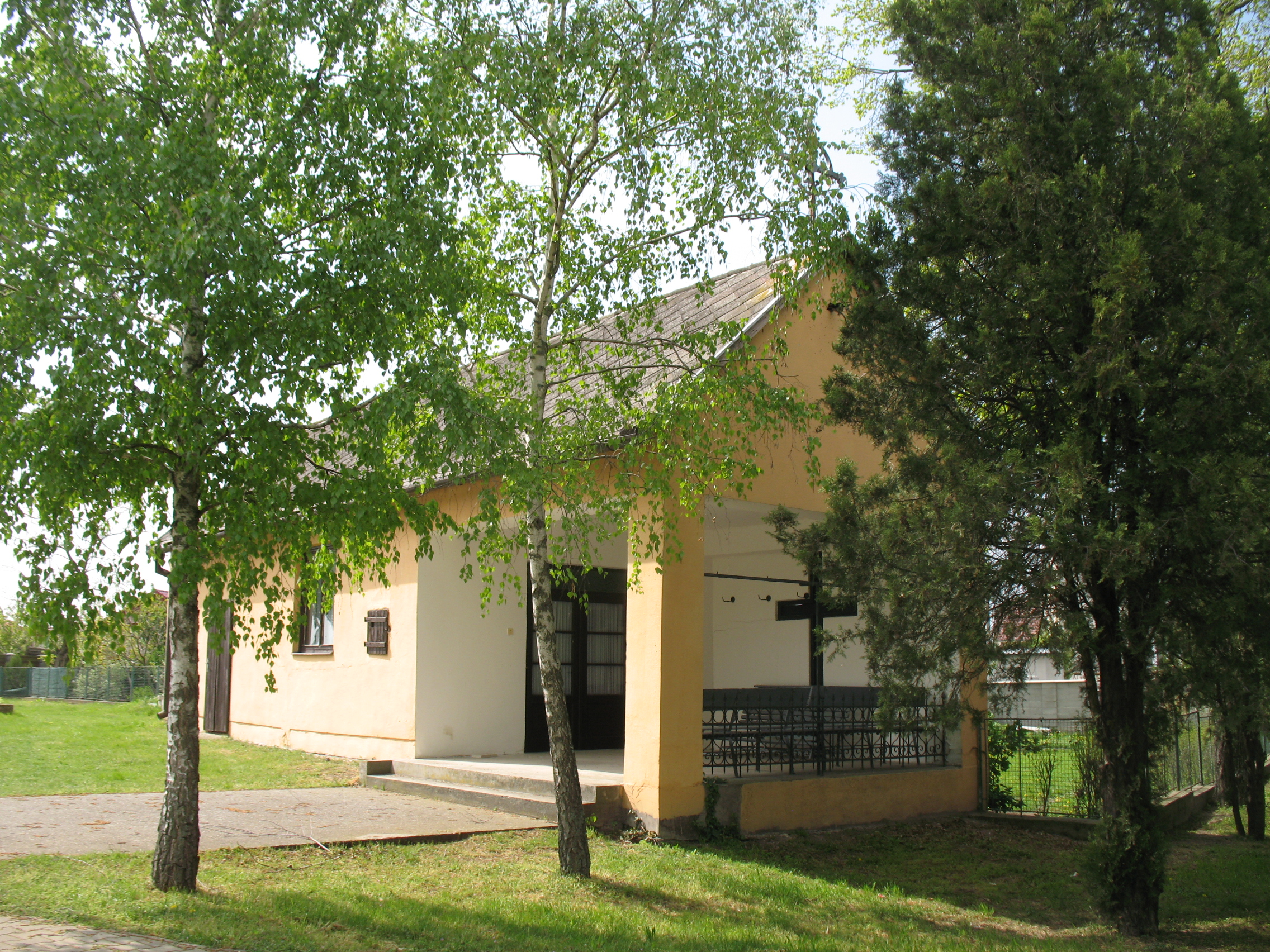
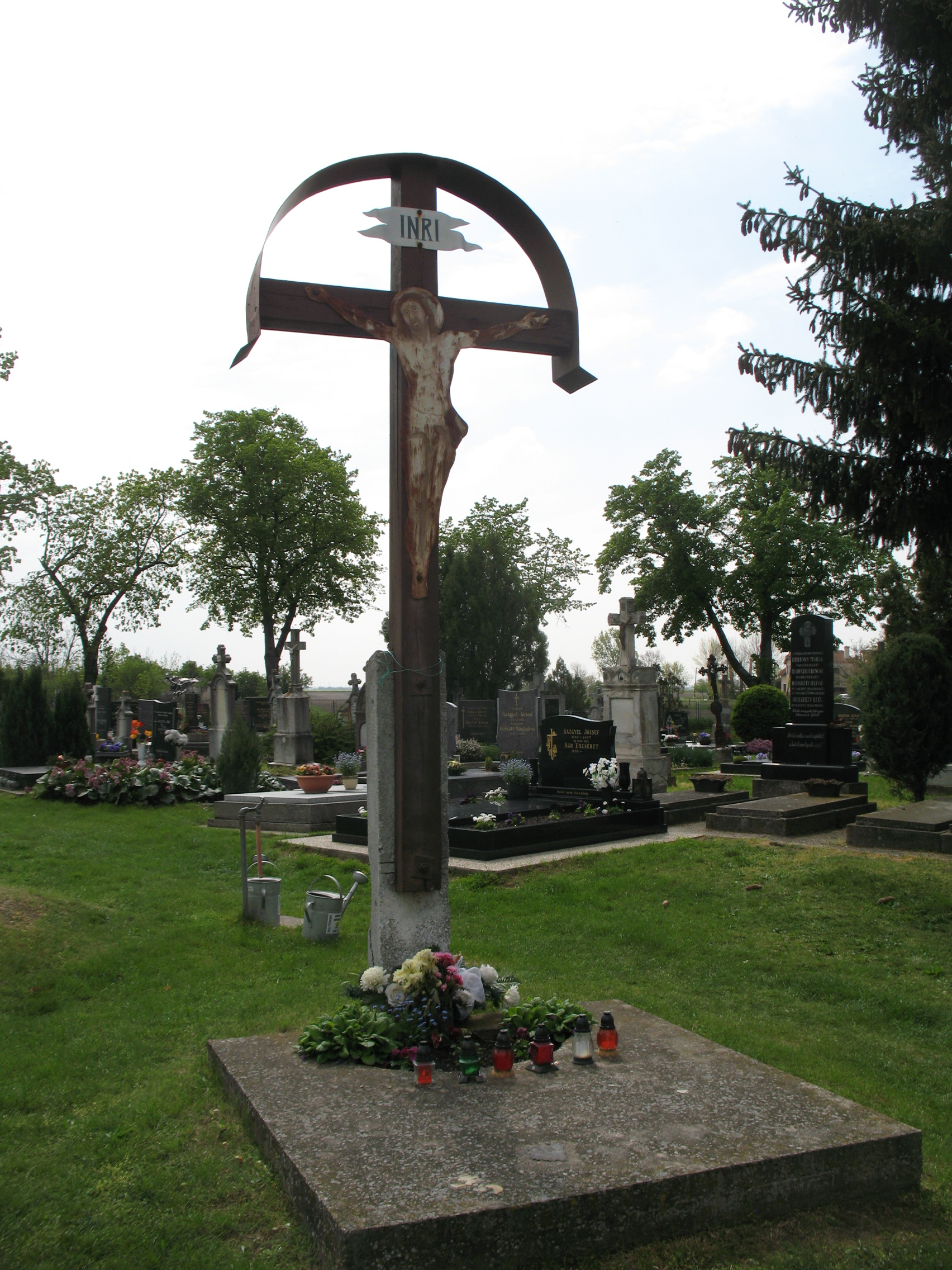
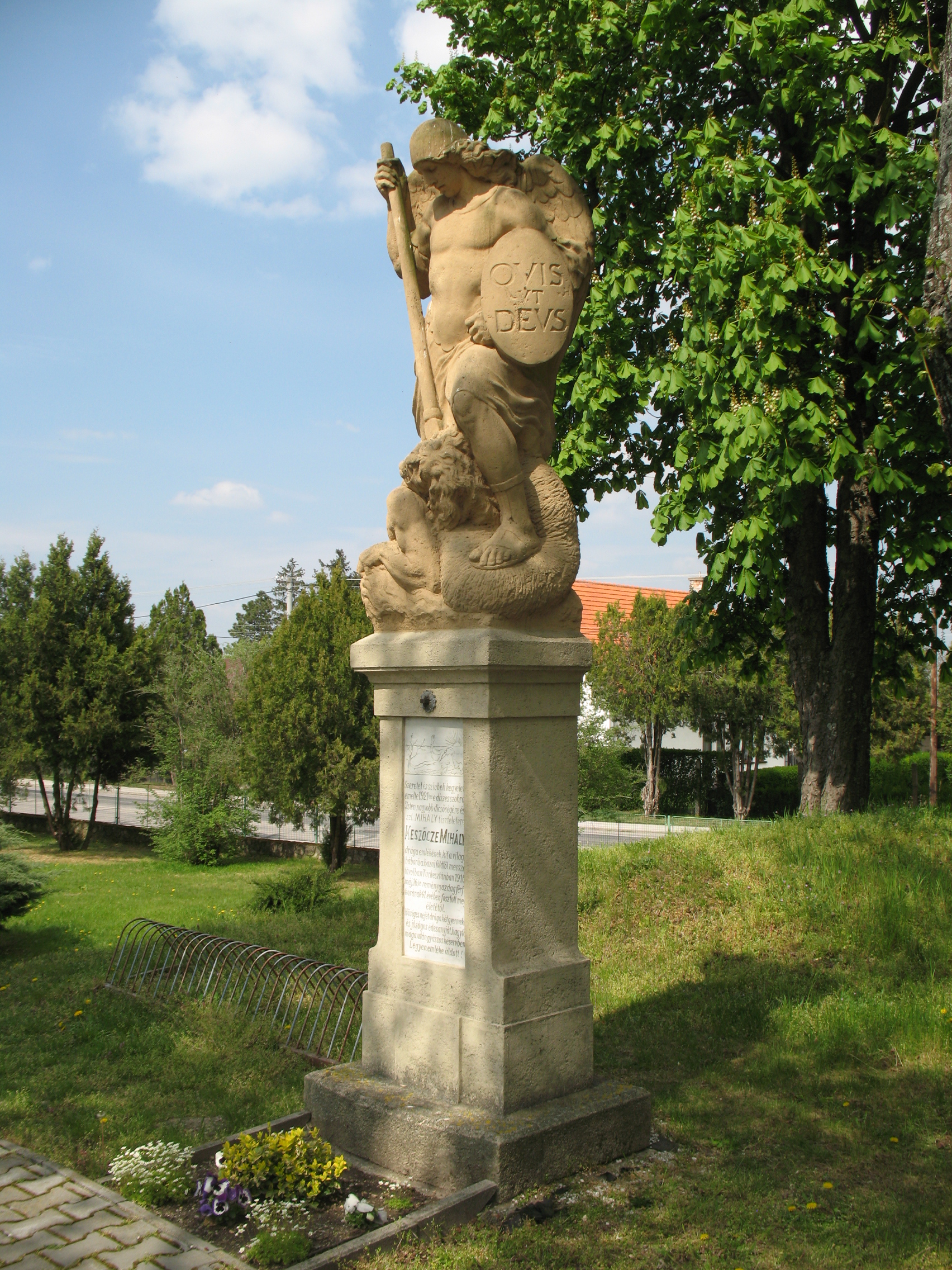
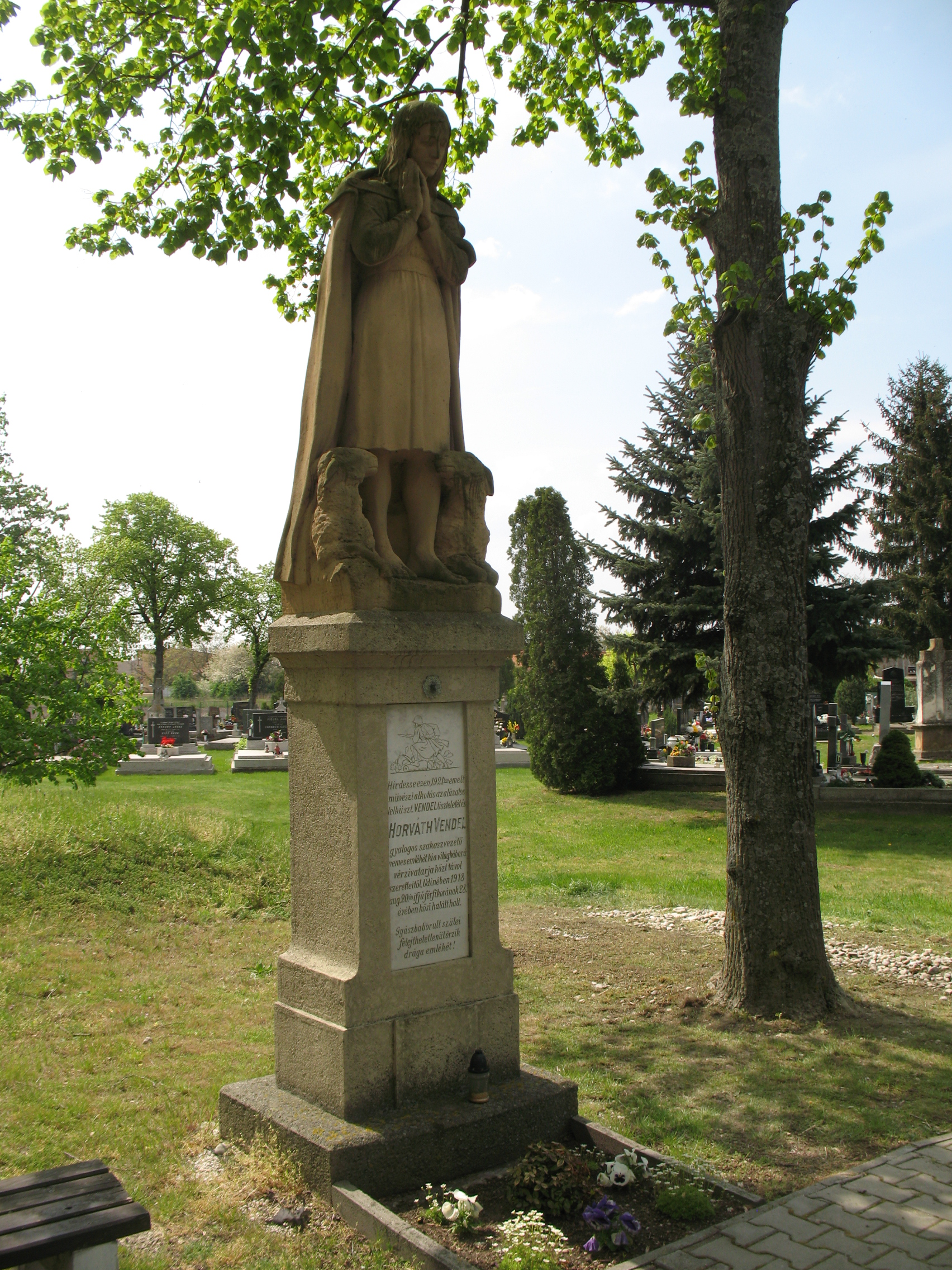
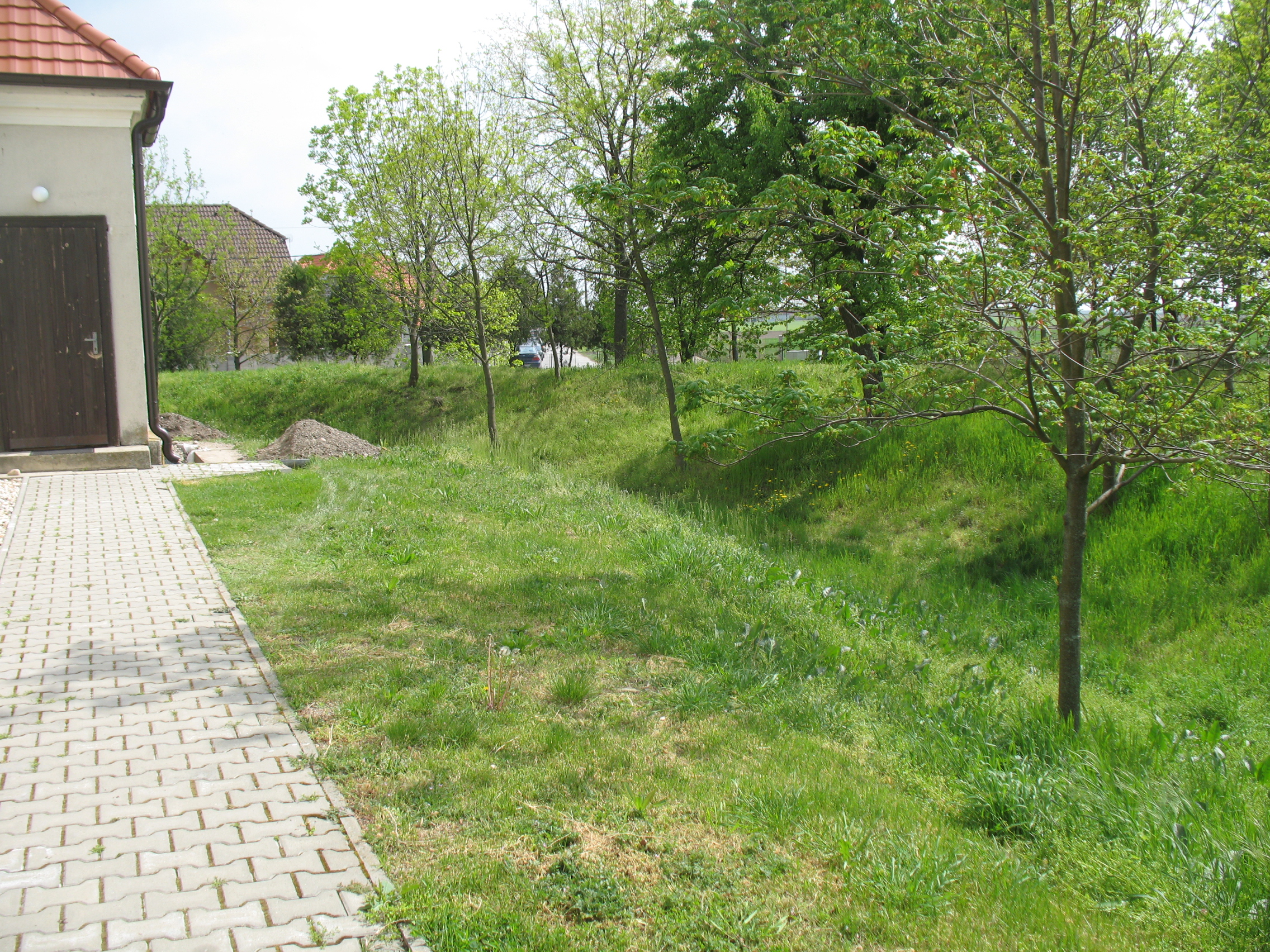
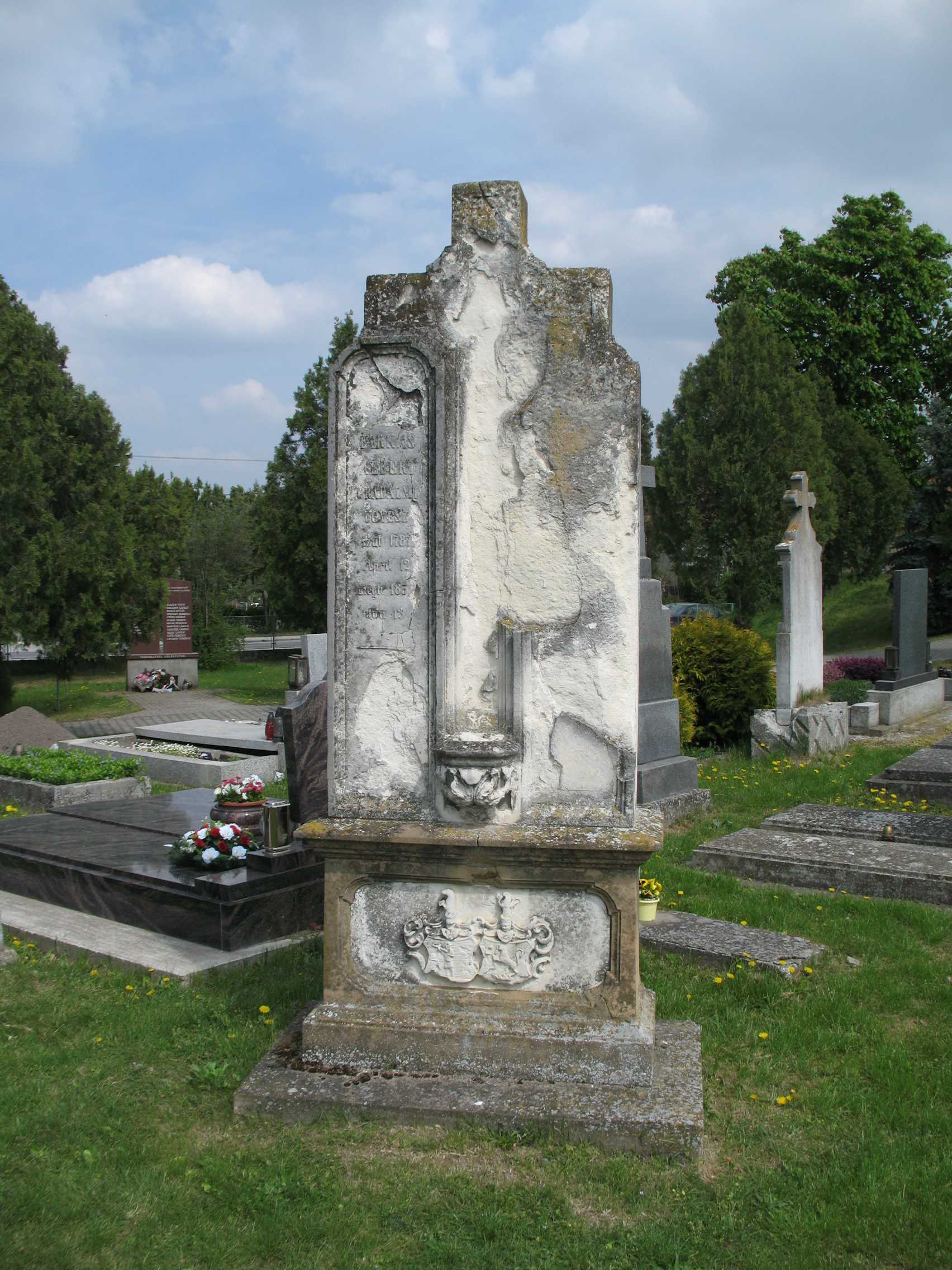
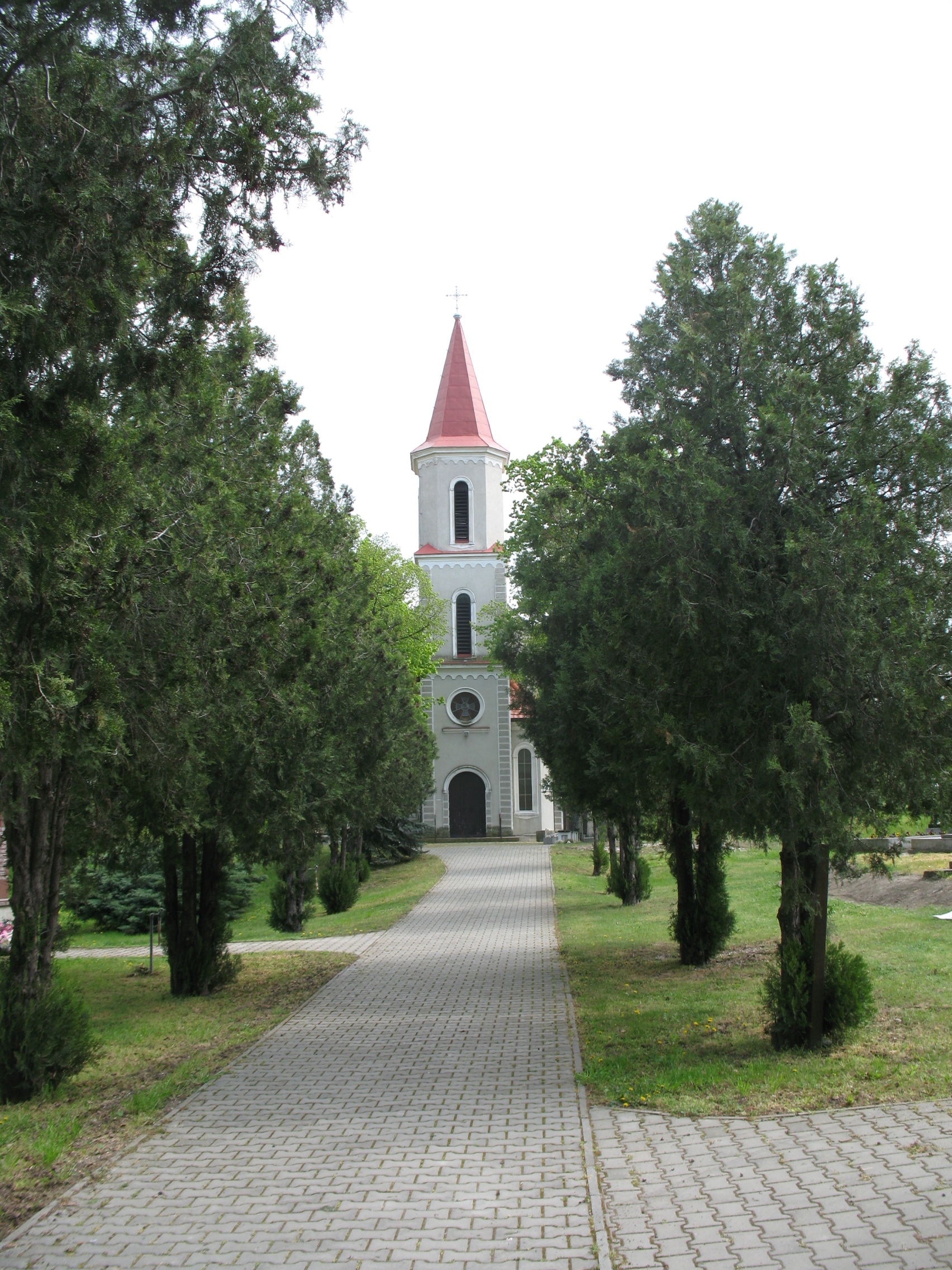
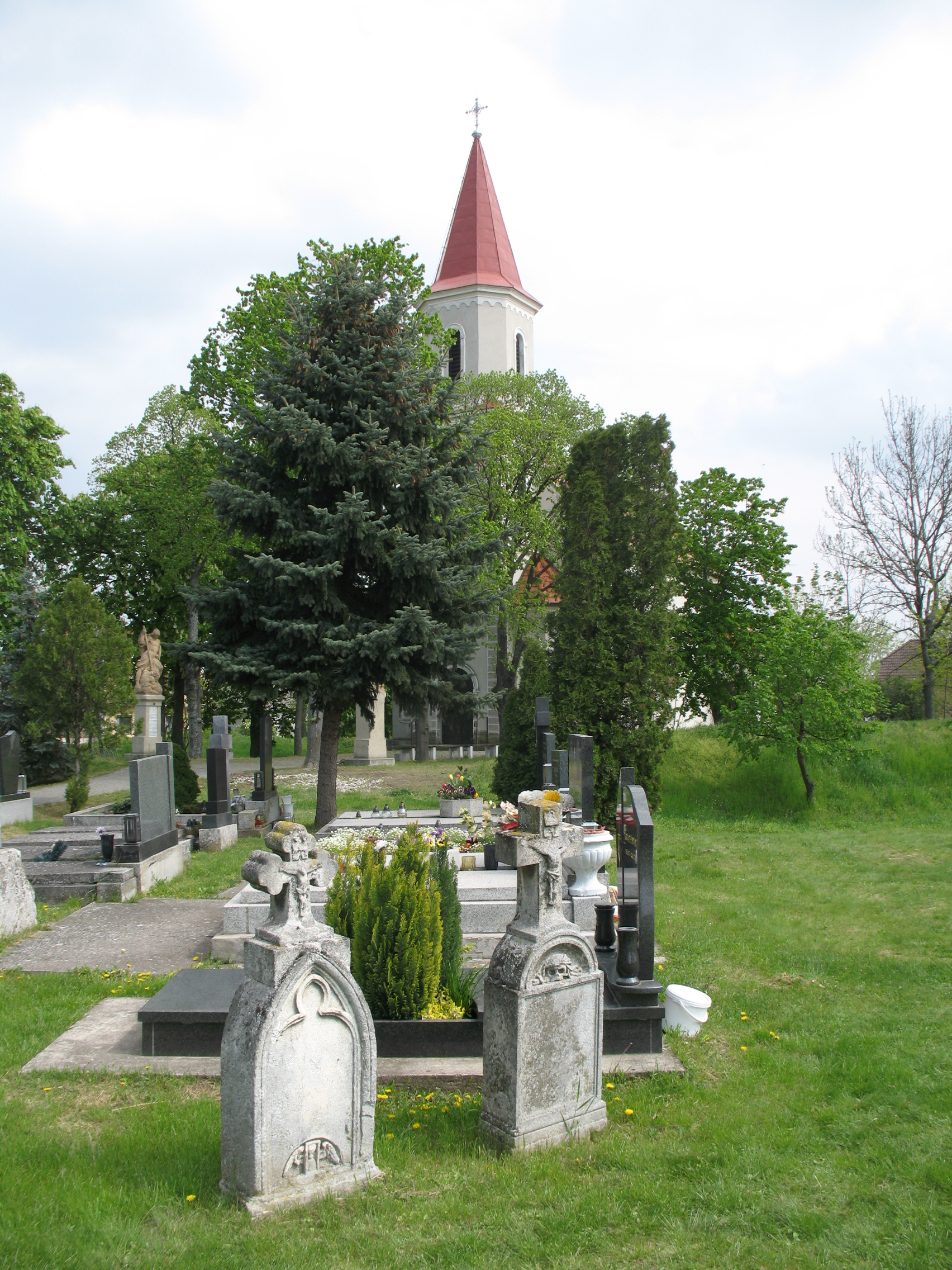
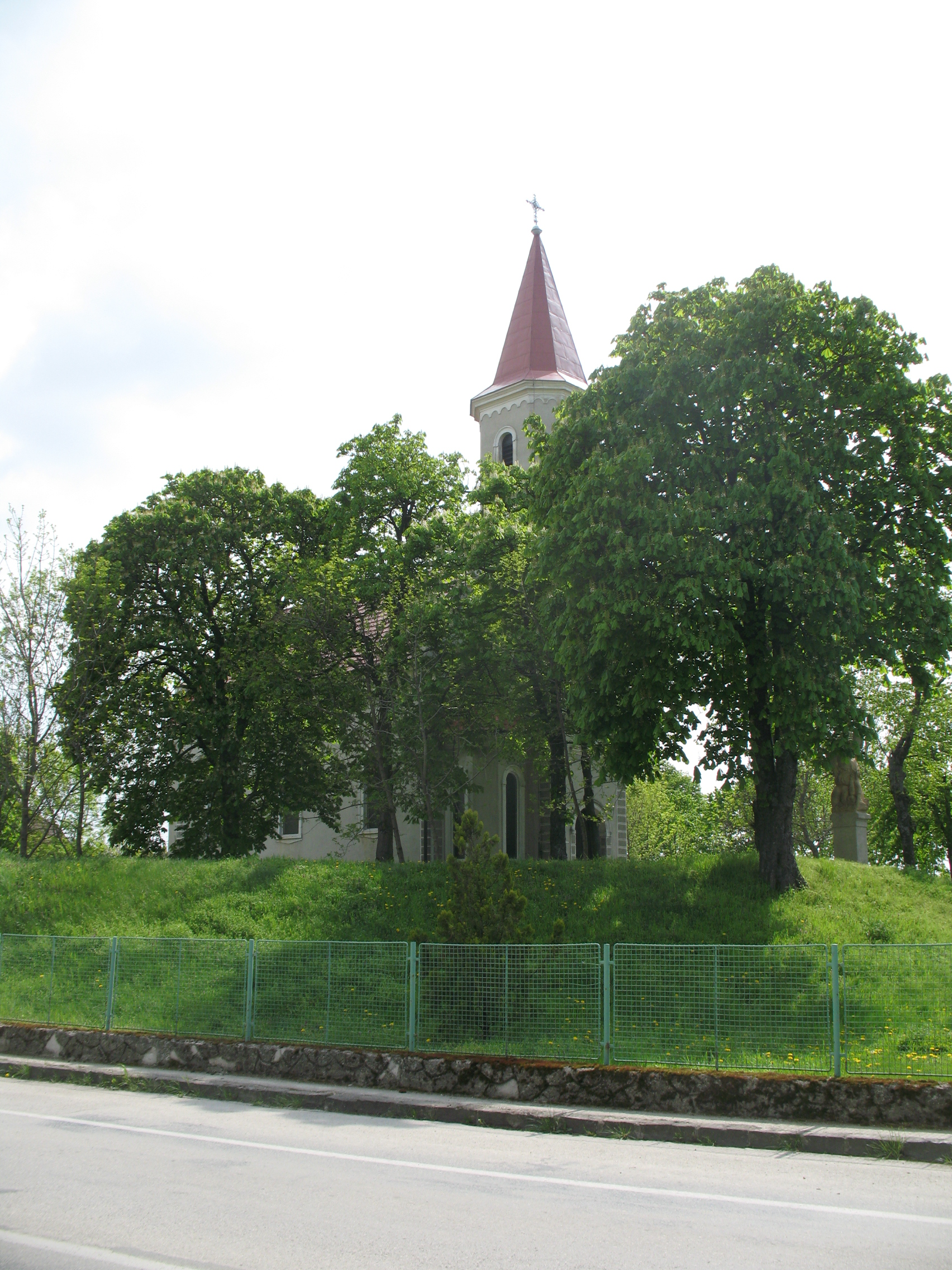
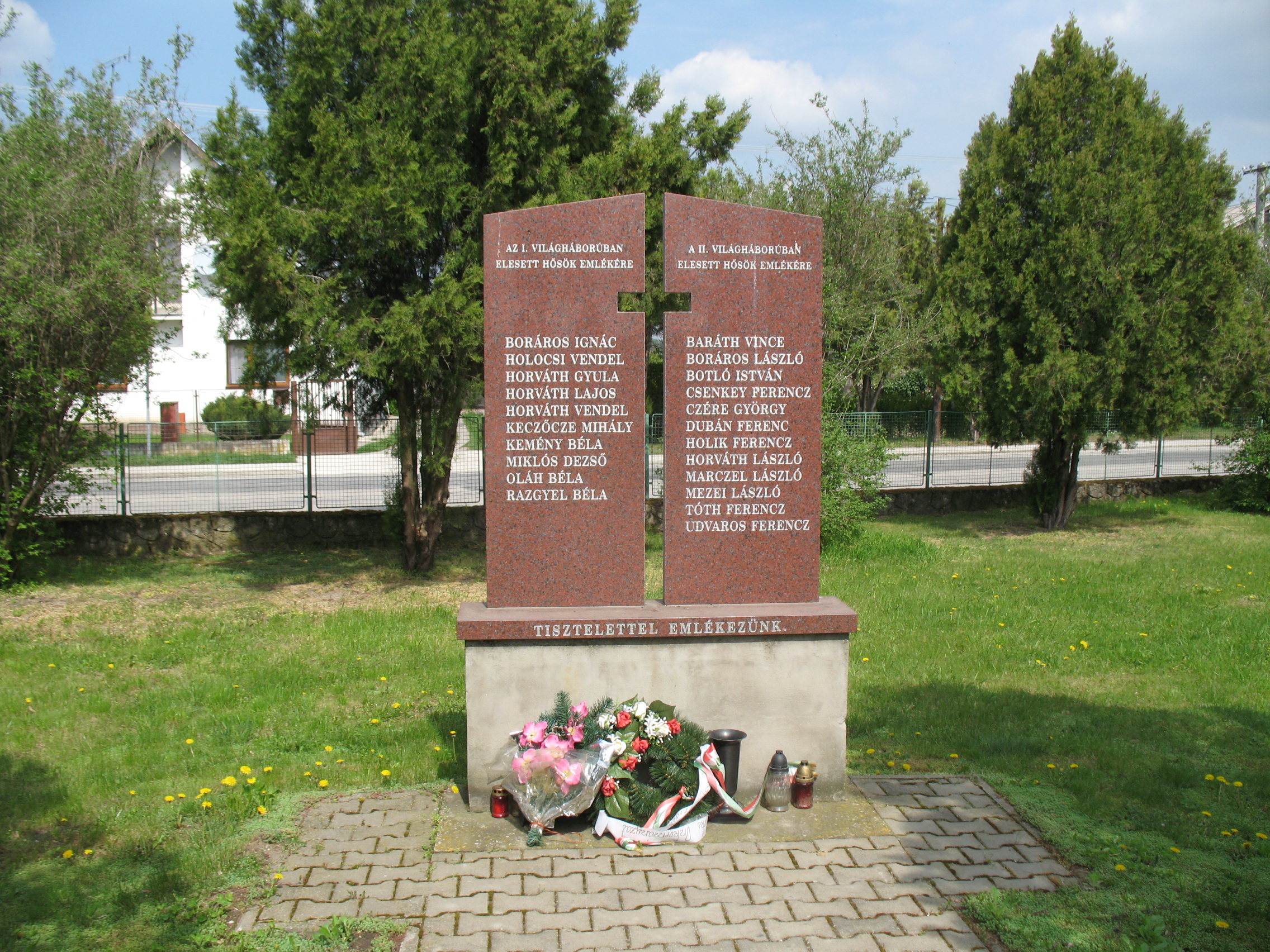

Горне Яніки